# Felix Galimir
Felix Galimir (* 12. Mai 1910 in Wien; † 10. November 1999 in New York City) war ein US-amerikanischer Geiger österreichischer Herkunft, der vor allem als Kammermusiker und Musikpädagoge weite Bedeutung erlangte.

## Leben
Felix Galimir wurde als Kind sephardisch-jüdischer Eltern in Wien geboren. Wie seine Geschwister erhielt er schon früh Musikunterricht. Mit zwölf Jahren begann er sein Studium am Neuen Wiener Konservatorium bei Adolf Bak (Geige) und Simon Pullman (Kammermusik).
Gemeinsam mit seinen Schwestern Adrienne, Marguerite und Renée gründete er 1927 das Galimir-Quartett. Dieses entwickelte sich – unter der besonderen Förderung von Simon Pullman – bald zu einem ausgezeichneten, auf Neue Musik spezialisierten Ensemble. Nach dem Konservatoriums-Abschluss und Besuch eines Sommerkurses bei Carl Flesch in Baden-Baden (1929), begannen die Geschwister mit einer intensiven Konzerttätigkeit. Tourneen führten sie durch ganz Europa und unter anderem auch nach Ägypten.
Zum Repertoire der Galimirs gehörten hauptsächlich Werke von Komponisten der Zweiten Wiener Schule (Arnold Schönberg, Alban Berg, Anton von Webern etc.), aber auch solche anderer zeitgenössischer Tonsetzer. Auf Pullmans Initiative erarbeiteten sie sich schon früh Alban Bergs als schwierig spielbar geltende Lyrische Suite. Für deren erste Platteneinspielung (1935) erhielt das Galimir-Quartett den Grand Prix du Disque. Zuvor schon wurden Maurice Ravels Streichquartett F-Dur sowie Darius Milhauds 7. Streichquartett jeweils unter Anleitung des Komponisten erstmals auf Schallplatte eingespielt.
Außer als Kammermusiker war Felix Galimir zeitweilig aber auch bei diversen Orchestern engagiert, so beim Volksopernorchester, oder beim von Hermann Scherchen gegründeten Wiener Konzertorchester. Eine definitive Anstellung bei den Wiener Philharmonikern scheiterte 1936 – trotz gewonnenem Auswahlverfahren – an der antisemitischen Haltung von Orchestermitgliedern und Vorstand und der Kulturstaatssekretär Hans Pernter berief statt seiner einen Nationalsozialisten.
Von Bronisław Huberman eingeladen, als erster Geiger im neu gegründeten Palestine Orchestra zu spielen, emigrierte Felix Galimir daher noch im selben Jahr nach Palästina, was gleichzeitig das Ende des Geschwisterquartetts bedeutete. Einer Neugründung (unter anderen mit seiner Schwester Renée) in Tel Aviv war keine lange Dauer beschieden, denn 1938 trat Felix Galimir die Weiteremigration in die USA an.
Ab 1939 spielte er im von Arturo Toscanini geleiteten NBC Symphony Orchestra in New York. Diesem gehörte er bis 1954 als Konzertmeister an, unterbrochen nur durch seine Dienstzeit bei der US-Armee. Bald schon gründete er nun auch wieder ein neues Galimir-Quartett (u. a. mit Gino Sambuco), das in unterschiedlicher Besetzung bis 1993 Erfolge feierte.
Anfang der 1950er Jahre begann Felix Galimir aber auch seine fruchtbare Tätigkeit als Lehrer für Violine und Kammermusik, die er praktisch bis zu seinem Lebensende mit Begeisterung ausübte. So am City College in New York (1953–1975), beim Marlboro Summer College in Vermont (ab 1954) und teilweise parallel an der Juilliard School of Music in New York (ab 1963), am Curtis Institute of Music in Philadelphia (ab 1972) und am Mannes College of Music in New York (ab 1975).
Felix Galimir starb 1999 im hohen Alter von 89 Jahren. Die vielen ihm seither gewidmeten Gedenk- und Huldigungsveranstaltungen sowie Wettbewerbe machen seinen prägenden Einfluss auf mehrere Generationen an Instrumentalisten und Ensembles in den USA deutlich.